# بيت مرح (أرحب)

تعديل مصدري - تعديل

بيت مرح هي إحدى قرى عزلة بني مرة بمديرية أرحب التابعة لمحافظة صنعاء، بلغ تعداد سكانها 220 نسمة حسب تعداد اليمن لعام 2014.